# 1993 Guacolda
Az 1993 Guacolda (ideiglenes jelöléssel 1968 OH1) a Naprendszer kisbolygóövében található aszteroida. G. Pljugin,  Ju. Beljajev fedezte fel 1968. július 25-én.